# Zohib Islam Amiri
Zohib Islam Amiri (in persiano زوهیب اسلام امیری‎; Kabul, 19 aprile 1989) è un calciatore afghano, difensore svincolato della nazionale afghana.

## Carriera

### Club
Ha giocato nella massima serie afghana, in quella indiana ed un breve periodo nelle Maldive per poi ritornare in India.

### Nazionale
Ha esordito con la nazionale afghana nel 2006. Nel 2013 ha vinto la Coppa della federazione calcistica dell'Asia meridionale. Con 61 presenze all'attivo è il primatista della squadra in quanto a incontri disputati.

## Statistiche

### Cronologia presenze e reti in nazionale
| Cronologia completa delle presenze e delle reti in nazionale ― Afghanistan | Cronologia completa delle presenze e delle reti in nazionale ― Afghanistan | Cronologia completa delle presenze e delle reti in nazionale ― Afghanistan | Cronologia completa delle presenze e delle reti in nazionale ― Afghanistan | Cronologia completa delle presenze e delle reti in nazionale ― Afghanistan | Cronologia completa delle presenze e delle reti in nazionale ― Afghanistan | Cronologia completa delle presenze e delle reti in nazionale ― Afghanistan | Cronologia completa delle presenze e delle reti in nazionale ― Afghanistan |
| Data                                                                       | Città                                                                      | In casa                                                                    | Risultato                                                                  | Ospiti                                                                     | Competizione                                                               | Reti                                                                       | Note                                                                       |
| -------------------------------------------------------------------------- | -------------------------------------------------------------------------- | -------------------------------------------------------------------------- | -------------------------------------------------------------------------- | -------------------------------------------------------------------------- | -------------------------------------------------------------------------- | -------------------------------------------------------------------------- | -------------------------------------------------------------------------- |
| 15-6-2021                                                                  | Doha                                                                       | India                                                                      | 1 – 1                                                                      | Afghanistan                                                                | Qual. Mondiali 2022                                                        | -                                                                          | 67’                                                                        |
| Totale                                                                     |                                                                            | Presenze                                                                   | 1                                                                          |                                                                            | Reti                                                                       | 0                                                                          |                                                                            |

## Palmarès

### Club

#### Competizioni nazionali
- Premier League (Afghanistan): 1

Kabul Bank: 2009

### Nazionale
- Coppa della federazione calcistica dell'Asia meridionale: 1

2013